# Isola Davidson
Isola Davidson è una piccola isola ricoperta di ghiaccio a forma di cupola tra l’Isola Wollan  e Shull Rocks. È stato mappato dalle foto aeree ottenute dalla spedizione antartica di ricerca Ronne (1947-48) e dalla spedizione di rilevamento aereo delle isole Falkland e delle dipendenze (1958-59) e dalle indagini del Falkland Islands Dependencies Survey (1958-59). È stato nominato dal comitato britannico per i toponimi antartici per William L. Davidson, un fisico americano che ha usato la diffrazione dei neutroni per determinare la posizione degli atomi di idrogeno nel ghiaccio.